# مادلین نگونو مانی
مادلین نگونو مانی (انگلیسی: Madeleine Ngono Mani؛ زادهٔ ۱۶ اکتبر ۱۹۸۳) بازیکن فوتبال اهل کامرون است.
از باشگاه‌هایی که در آن بازی کرده‌است می‌توان به باشگاه فوتبال گنگام اشاره کرد.
وی همچنین در تیم ملی فوتبال زنان کامرون بازی کرده‌است.